# Portal Tomb von Keerin
Das Südost-Nordwest-orientierte Portal Tomb von Keerin liegt im Townland Keerin (irisch Caorán) am Rande eines Moores zwischen Creggan und Cranagh, unweit des Steinkreises von Beaghmore im County Tyrone in Nordirland.
Der Deckstein des kleinen Portal Tombs ragt über die Mooroberfläche. Die normalerweise mit Wasser gefüllte Kammer hat die gleiche Größe wie der 1,5 m lange, 0,9 m breite und 0,3 m dicke Deckstein (nach Harry Wesh, June: The Prehistoric Burial Sites of Northern Ireland 2014 dagegen 2,4 × 1,4 m). Die beiden Portalsteine und die beiden Seitensteine sind sichtbar, der Endstein dagegen nicht.
In der Nähe liegen die Reste des ebenfalls überfluteten Court Tombs von Keerin und ein 1,1 m hoher Menhir.

## Anmerkung
1. ↑  Neben dem Portal Tomb von Bin im County Donegal eines der kleinsten in Irland